# Колба (приток Шепелюхи)
Колба — река в России, протекает по Ярославскому району Ярославской области. Правый приток реки Шепелюха.
Сельские населённые пункты около реки: Тутаевский район — Исаево, Никульское; Ярославский район — Колесово, Большое Домнино, Малое Симаново, Большое Симаново, Клещево, Костяево, Пестово, Михальцево, Большая Поповка.